# شيريل ريف
شيريل ريف (بالإنجليزية: Cheryl Reeve)‏ مواليد 20 سبتمبر 1966، هي لاعبة كرة سلة أمريكية سابقة تحولت إلى التدريب بعد الاعتزال. تدرب مينيسوتا لينكس في دوري الاتحاد الوطني لكرة السلة النسائية. فازت بلقب دوري المحترفات.

## المسيرة الاحترافية
لعبت مع شارلوت ستينغ في سنة 2001، ثم لعبت مع كليفلاند روكرز في سنة 2003، ثم لعبت مع ديترويت شوك في سنة 2006، ثم لعبت مع مينيسوتا لينكس في سنة 2010.

## معرض صور

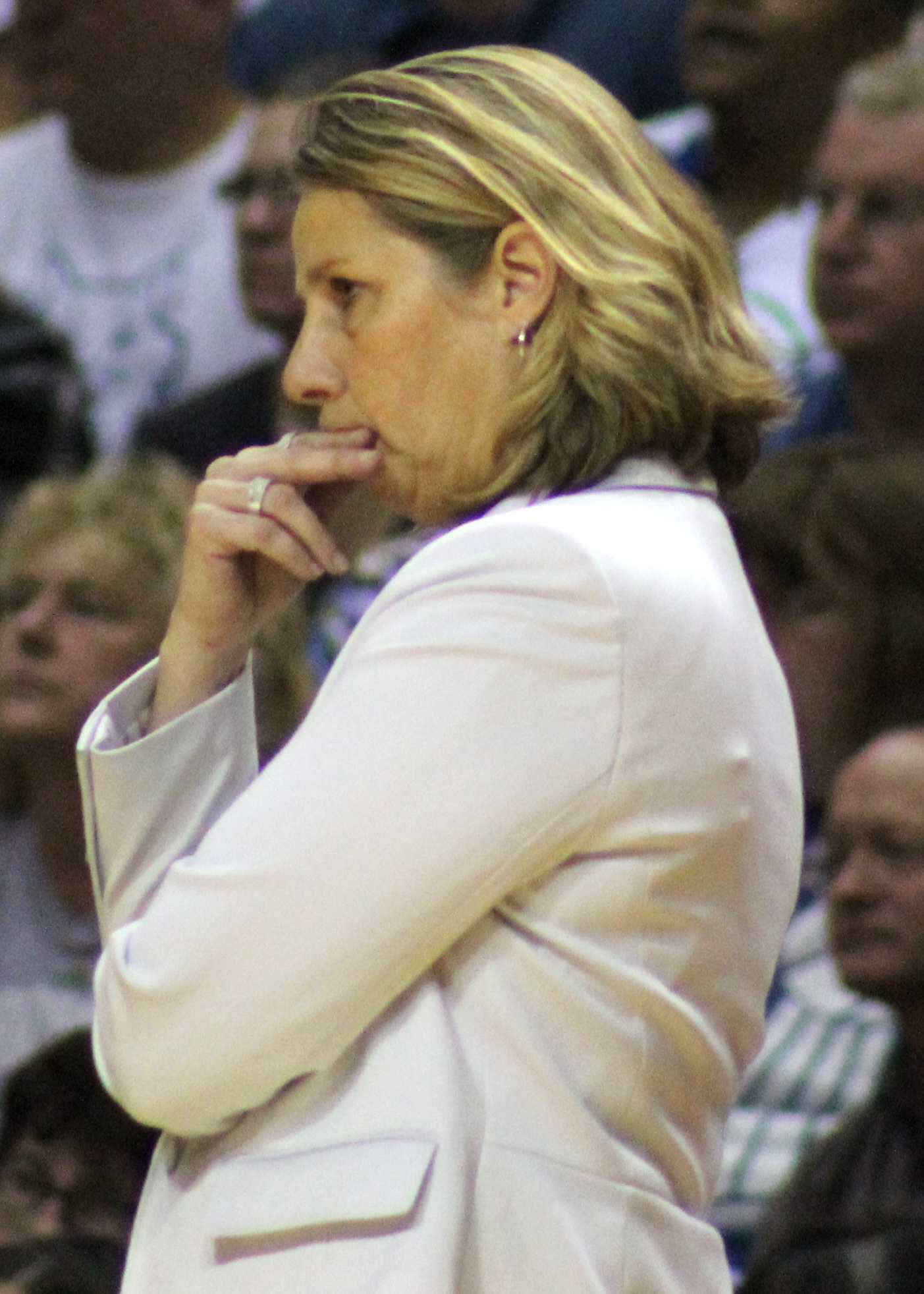
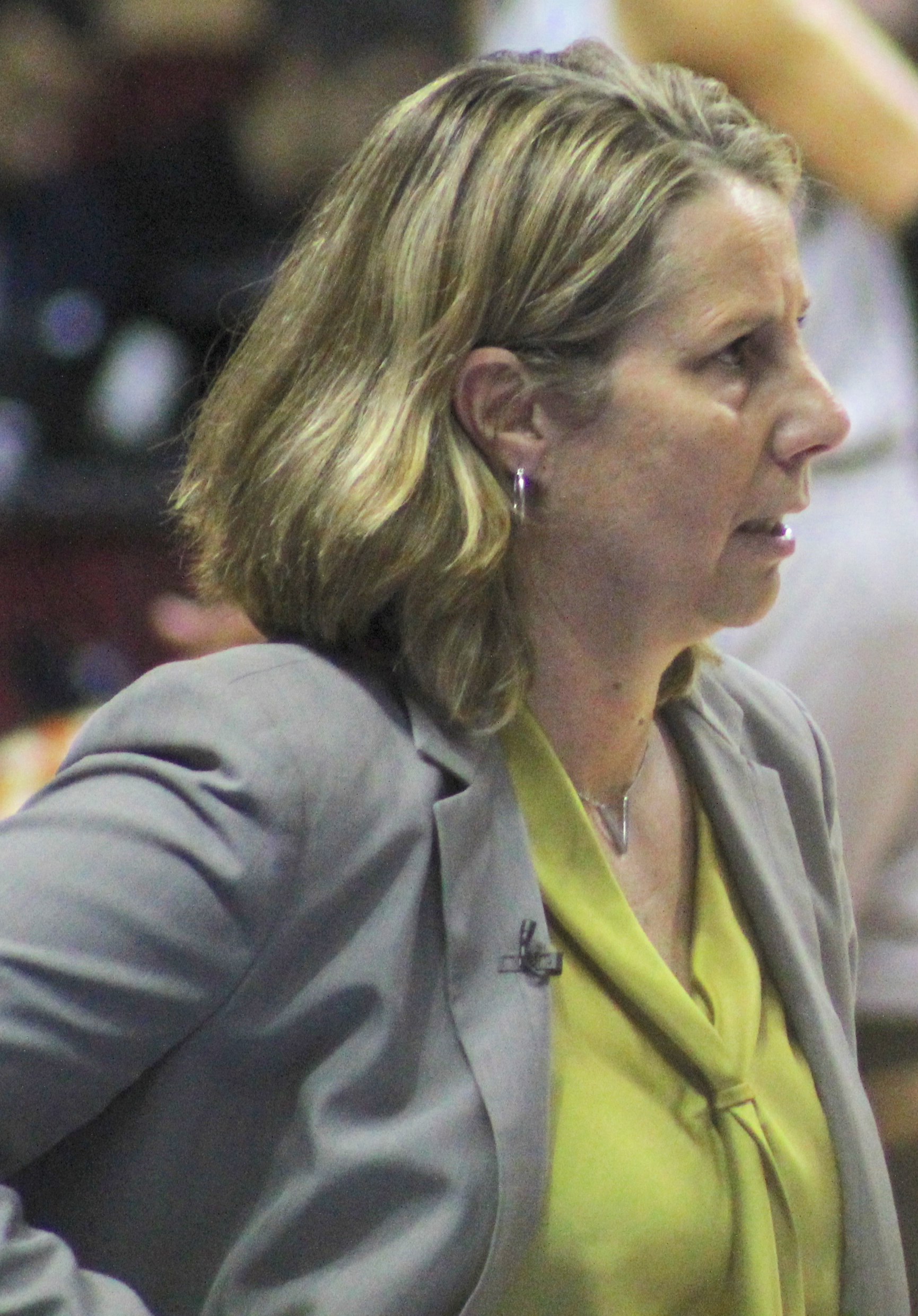
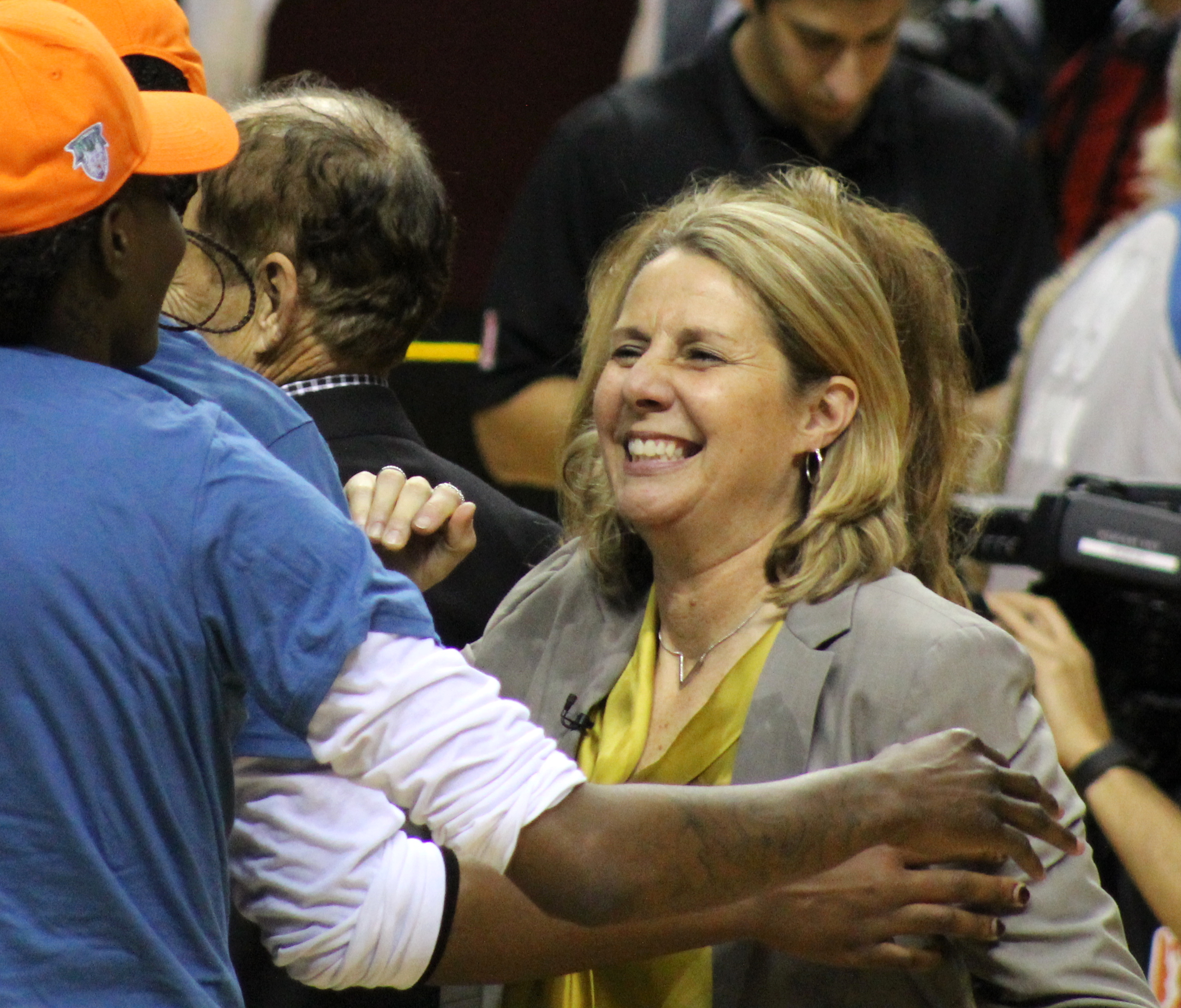
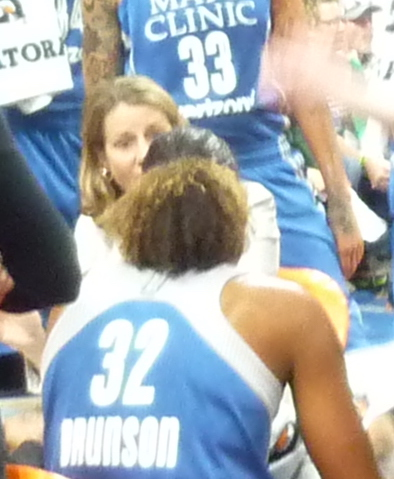
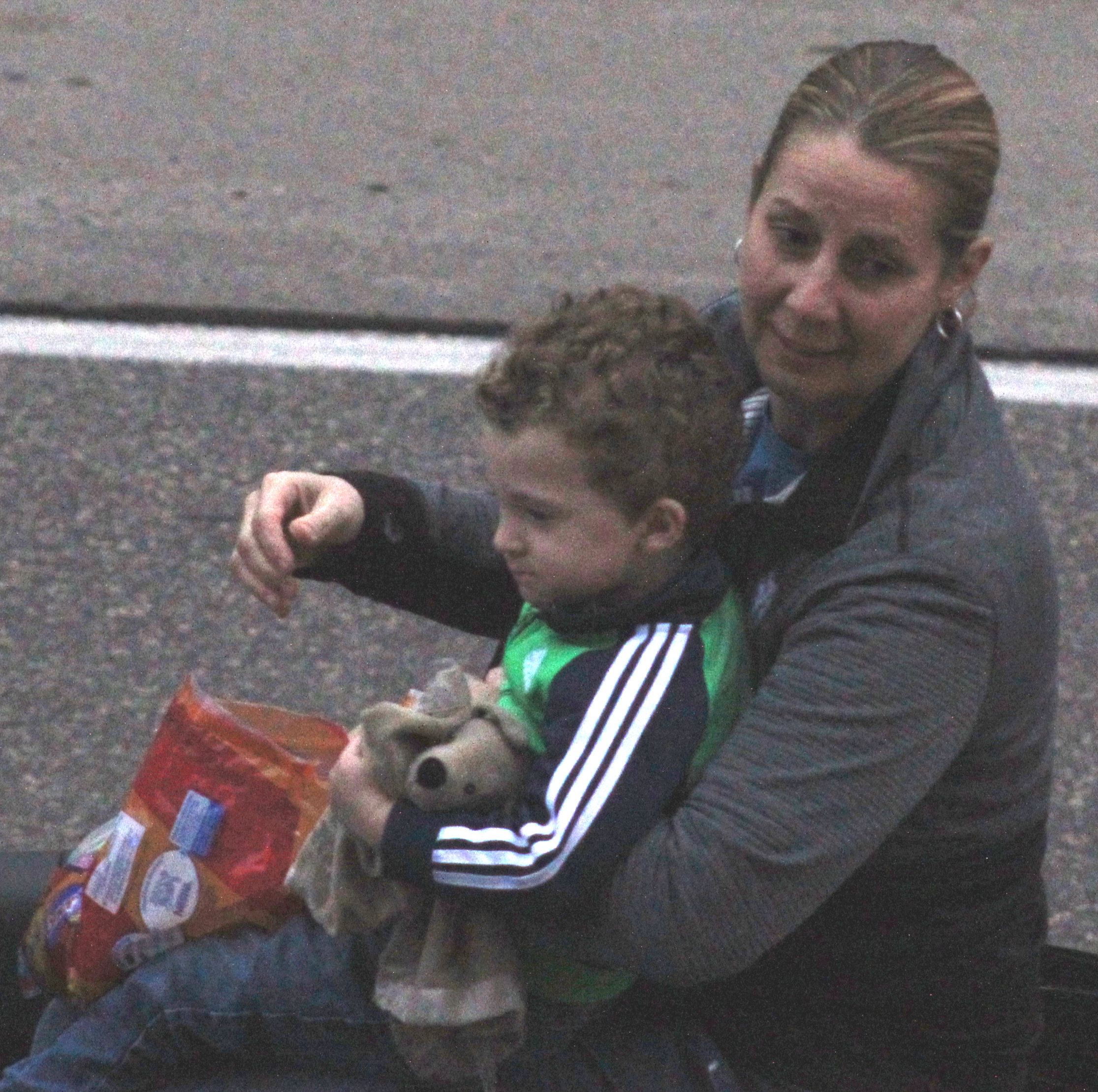

## روابط خارجية
- شيريل ريف على موقع كلية كرة السلة في سبورتس رفرنس.كوم (الإنجليزية)
- شيريل ريف على موقع سبورتس رفرنس (الإنجليزية)